# Youba Diarra
Youba Diarra (Bamako, 1998. március 24. –) mali labdarúgó, a spanyol Cádiz középpályása.

## Pályafutása
Diarra mali fővárosában, Bamakoban született. Az ifjúsági pályafutását a Yeelen Olympique akadémiájánál kezdte.
2018-ban az osztrák Red Bull Salzburg első osztályban szereplő felnőtt keretében. 2018 és 2022 között a Wiener Neustadt, a Hartberg és a Liefering, illetve a német St. Pauli és az amerikai New York Red Bulls csapatát erősítette kölcsönben. 2023. január 1-jén 4½ éves szerződést kötött a spanyol első osztályban érdekelt Cádiz együttesével. Először a 2023. január 6-ai, Valencia ellen 1–0-ra megnyert mérkőzés 84. percében, José Mari cseréjeként lépett pályára.

## Statisztika
2023. január 6. szerint.
| Klub                            | Szezon   | Bajnokság          | Bajnokság | Bajnokság | Kupa  | Kupa  | Nemzetközi | Nemzetközi | Összesen | Összesen |
| Klub                            | Szezon   | Bajnokság          | Mérk.     | Gólok     | Mérk. | Gólok | Mérk.      | Gólok      | Mérk.    | Gólok    |
| ------------------------------- | -------- | ------------------ | --------- | --------- | ----- | ----- | ---------- | ---------- | -------- | -------- |
| Wiener Neustadt (kölcsönben)    | 2017–18  | 2. Liga            | 16        | 0         | 0     | 0     | —          | —          | 16       | 0        |
| Hartberg (kölcsönben)           | 2018–19  | Osztrák Bundesliga | 10        | 0         | 2     | 0     | —          | —          | 12       | 0        |
| St. Pauli (kölcsönben)          | 2019–20  | 2. Bundesliga      | 3         | 0         | 0     | 0     | —          | —          | 3        | 0        |
| Liefering (kölcsönben)          | 2019–20  | 2. Liga            | 7         | 2         | 0     | 0     | —          | —          | 7        | 2        |
| New York Red Bulls (kölcsönben) | 2021     | MLS                | 8         | 0         | 0     | 0     | —          | —          | 8        | 0        |
| Hartberg (kölcsönben)           | 2021–22  | Osztrák Bundesliga | 14        | 0         | 2     | 0     | —          | —          | 16       | 0        |
| Red Bull Salzburg               | 2022–23  | Osztrák Bundesliga | 7         | 1         | 2     | 0     | 0          | 0          | 9        | 1        |
| Cádiz                           | 2022–23  | La Liga            | 1         | 0         | 0     | 0     | —          | —          | 1        | 0        |
| Összesen                        | Összesen | Összesen           | 66        | 3         | 6     | 0     | 0          | 0          | 72       | 3        |